# Gol (Norwegen)
Golⓘ ist eine Kommune im norwegischen Fylke Buskerud. Die Kommune hat 4888 Einwohner (Stand: 1. Januar 2025). Verwaltungssitz ist der gleichnamige Ort Gol. Gol ist ein bedeutendes Reiseziel für Touristen.

## Geografie

### Lage

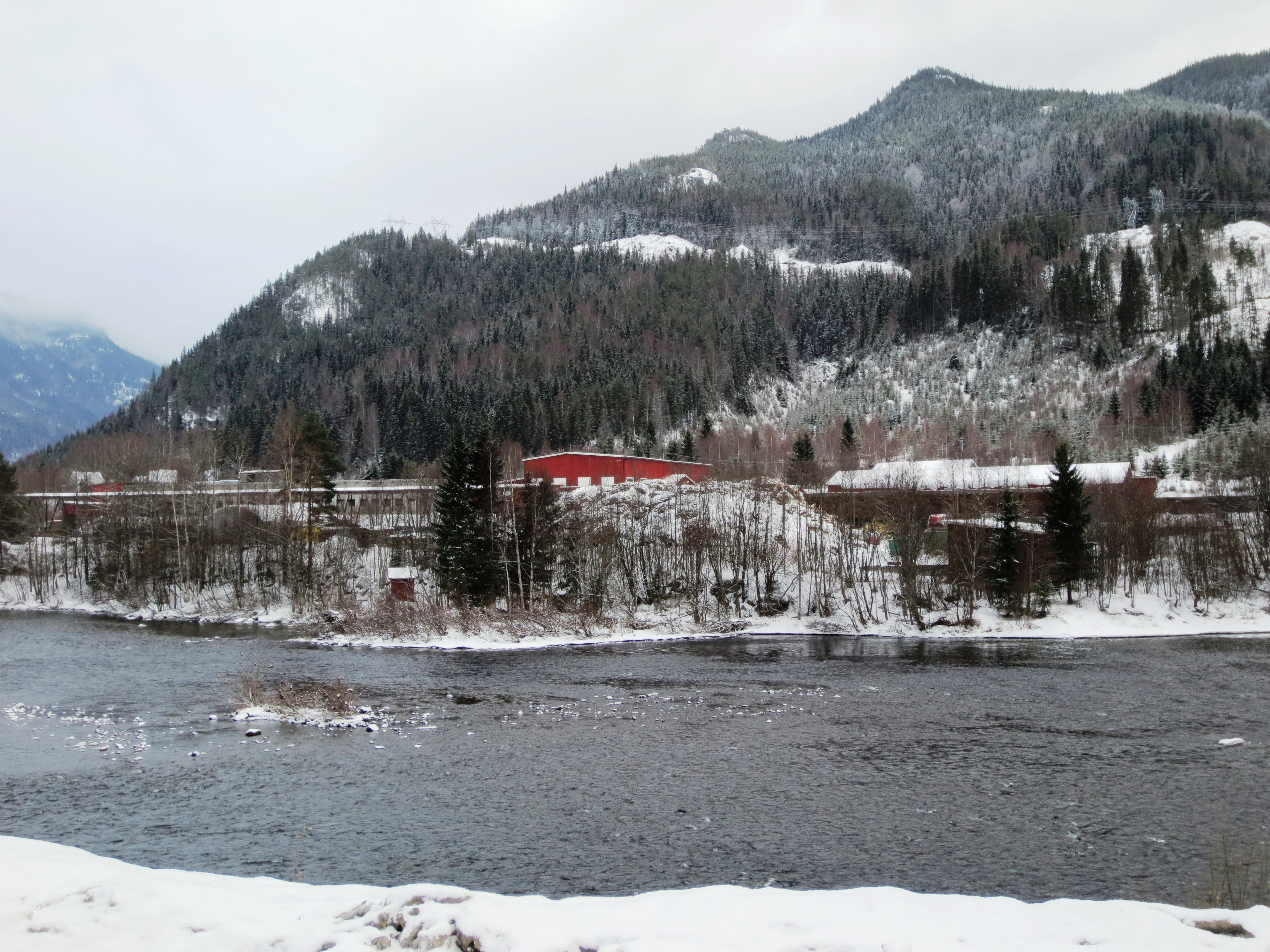
Blick auf die Hallingdalselve nahe der Ortschaft Gol

Gol liegt im Norden des Fylkes Buskerud. Die Gemeinde grenzt an Nord-Aurdal im Norden, Sør-Aurdal im Osten, Nesbyen im Süden, Ål im Westen sowie Hemsedal im Nordwesten. Die Grenzen zu Nord- und Sør-Aurdal stellen dabei zugleich die Grenze zwischen den Fylkern Buskerud und Innlandet dar. Durch Gol zieht sich das Tal Hallingdal. Durch dieses fließt von Westen kommend der Fluss Hallingdalselve. Kurz nach der Ortschaft Gol knickt der Fluss in den Süden ab. In Gol selbst mündet der Nebenfluss Hemsil aus dem Tal Hemsedal in die Hallingdalselve. Im Mündungsbereich entstanden durch kleinere Seitenarme einige Inseln, unter anderem die Storøyne. Auf der Nordgrenze zu den Kommunen Nord-Aurdal und Hemsedal liegt der See Tisleifjorden. Die Gesamtfläche der Kommune beträgt 532,5 km², wobei Binnengewässer zusammen 18,44 km² ausmachen.
Ein größerer Teil des Terrains liegt weitgehend eben auf Höhen von 800 bis 1000 moh. Im Norden liegt zwischen dem Hallingdal, dem Hemsedal und dem Tisleifjorden die Gebirgsebene Golsfjellet. Der höchste Punkt ist dort der Berg Storefjell mit 1149 moh. Die Erhebung Nystølvarden im Südosten der Kommune stellt mit einer Höhe von 1295,45 moh. den höchsten Punkt von Gol dar. Die großen Täler im Gemeindeareal wurden durch Gletscher gebildet. Das Hemsedal bildet als Seitental des Hallingdals dabei ein sogenanntes Hängetal, es liegt also höher als das Haupttal. Dies ist darauf zurückzuführen, dass der Gletscher im heutigen Hemsedal kleiner war und sich nicht so tief in die Landschaft eingegraben hat.
Vor allem in Nordosten und Osten der Kommune befinden sich größere Moorflächen. Im Naturreservat Metubba steht seit 1986 ein Teil der Moorlandschaft unter Naturschutz. Das etwa zwei Quadratkilometer große Gebiet stellt eine für die Region typische Moorlandschaft dar. Weitere Naturschutzgebiete sind die Gebiete Veikulåsen und Lyseren. Auch im Lyseren-Naturreservat ist unter anderem ein Moorgebiet unter Schutz gestellt. Es besteht seit 1985. Das Veikulåsen-Naturreservart wurde 2017 zum Schutz eines Waldgebiets eingerichtet.

### Klima
Der meiste Niederschlag fällt in Gol normalerweise in den Sommermonaten.
|                        | Jan   | Feb   | Mär  | Apr  | Mai  | Jun  | Jul  | Aug  | Sep  | Okt  | Nov  | Dez  |   |       |
| Mittl. Temperatur (°C) | −8,2  | −6,9  | −3,4 | 1,2  | 7,0  | 11,8 | 13,0 | 11,8 | 7,2  | 2,9  | −3,3 | −6,7 | ⌀ | 2,2   |
| Mittl. Tagesmax. (°C)  | −4,7  | −2,6  | 1,4  | 5,9  | 12,7 | 17,6 | 18,7 | 17,5 | 12,0 | 6,5  | −0,3 | −3,3 | ⌀ | 6,8   |
| Mittl. Tagesmin. (°C)  | −11,2 | −10,4 | −7,2 | −3,0 | 2,0  | 6,5  | 7,9  | 7,0  | 3,3  | −0,3 | −6,2 | −9,8 | ⌀ | −1,7  |
|                        |       |       |      |      |      |      |      |      |      |      |      |      |   |       |
| Niederschlag (mm)      | 32    | 21    | 29   | 25   | 43   | 62   | 77   | 67   | 58   | 57   | 45   | 34   | Σ | 550   |
|                        |       |       |      |      |      |      |      |      |      |      |      |      |   |       |
| Regentage (d)          | 9,9   | 6,2   | 7,4  | 6,6  | 8,1  | 10,9 | 12,4 | 10,9 | 10,6 | 10,0 | 9,2  | 8,6  | Σ | 110,8 |

| −11,2 |

| −10,4 |

| −7,2 |

| −3,0 |

| 2,0 |

| 6,5 |

| 7,9 |

| 7,0 |

| 3,3 |

| −0,3 |

| −6,2 |

| −9,8 |

| −11,2 |

| −10,4 |

| −7,2 |

| −3,0 |

| 2,0 |

| 6,5 |

| 7,9 |

| 7,0 |

| 3,3 |

| −0,3 |

| −6,2 |

| −9,8 |

## Einwohner
Die Einwohnerzahl Gols stieg ab dem Ende des Zweiten Weltkriegs an. Der Großteil der Bevölkerung lebt in der Ortschaft Gol sowie im unteren Hemsedal und der Nordseite des Hallingdal. Gol ist der einzige sogenannte Tettsted, also die einzige Ansiedlung, die für statistische Zwecke als eine städtische Siedlung gewertet wird. Zum 1. Januar 2024 lebten dort 3343 Einwohner.
Die Einwohner der Gemeinde werden Goling genannt. Offizielle Schriftsprache ist Nynorsk, die weniger weit verbreitete der beiden norwegischen Sprachformen.
| Jahr          | 1986 | 1990 | 1995 | 2000 | 2005 | 2010 | 2015 | 2020 | 2025 |
| ------------- | ---- | ---- | ---- | ---- | ---- | ---- | ---- | ---- | ---- |
| Einwohnerzahl | 4064 | 4232 | 4316 | 4390 | 4375 | 4479 | 4588 | 4608 | 4888 |

## Geschichte

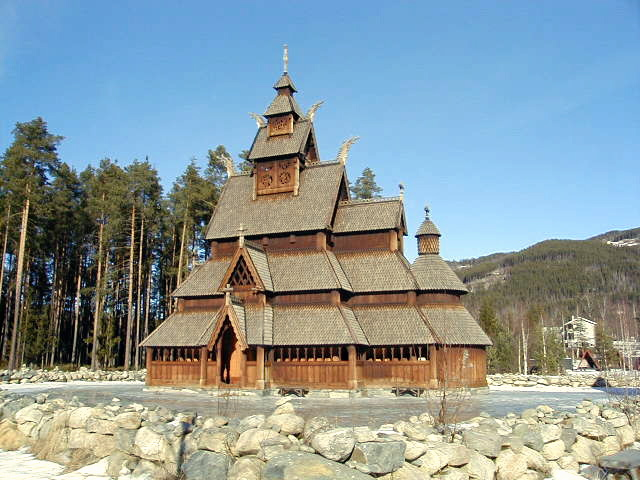
Replika der Stabkirche Gol

Die Kommune Gol entstand nach der Einführung der lokalen Selbstverwaltung im Jahr 1837. Zum 1. Januar 1897 wurde Hemsedal abgespalten. Die neue Kommune hatte bei ihrer Gründung 1499 Einwohner, Gol verblieb mit 2384 Personen. Nach der landesweiten Regionalreform gehörte Gol von 2020 bis 2023 zum Fylke Viken.
In der Kommune befinden sich mehrere Kirchen. Die Stabkirche Gol hatte längere Zeit wechselnde Besitzer und wurde mehrfach umgebaut, bevor der Verein Foreningen til norske Fortidsminnesmerkers bevaring die alten Gebäudeteile aufkaufte. Der Verein baute die vermutete mittelalterliche Version der Kirche in Bygdøy neu auf schenkte sie König Oskar II. Für Elemente, wo die ursprüngliche Bauweise unbekannt war, wurde die Stabkirche Borgund zum Vorbild genommen. Der Neuaufbau in Oslo wurde 1885 fertig und ging später an das kulturhistorisch orientierte Norwegische Volksmuseum (Norsk Folkemuseum) über. In Gol wurde in den 1980er-Jahren eine Replika der rekonstruierten Stabkirche in Bygdøy aufgebaut. Sie trägt auch den Namen Gol nye stavkirke und wurde nicht an ihrem ursprünglichen Standort wiederaufgebaut, sondern als Teil des Parks Gordarike Familiepark. Der Park liegt auf der Insel Storøyne in der Ortschaft Gol. Die Gol kyrkje ist eine Holzkirche aus dem Jahr 1882. Sie wurde als Nachfolgerin für die alte Stabkirche gebaut. Als Architekt für die neue Kirche wirkte Henrik Nissen. Im Jahr 1934 wurde die Herad kyrkje fertiggestellt. Auch sie ist aus Holz erbaut.
Westlich der Ortschaft Gol liegt das Freilichtmuseum Gol bygdemuseum. Es besteht aus mehreren Gebäuden, unter anderem einem Stabbur und ist Teil des Hallingdal Museum. In der Kommune wurden drei Bautasteine aufgestellt, die an die Kriegsopfer aus den Kriegen vor 1814 und aus dem Zweiten Weltkrieg sowie an die sowjetischen Kriegsgefangenen, die während des Zweiten Weltkriegs starben, erinnern.

## Wirtschaft und Infrastruktur

### Verkehr
Weitgehend parallel zur Hallingdalselve verläuft der Riksvei 7. Bei Gol zweigt der Riksvei 52 in das Hemsedal in den Norden ab. Entlang des Flusses Hallingdalselve verläuft auch die Bahnlinie Bergensbanen, die die Verbindung von Oslo nach Bergen herstellt. Der Bahnhof in Gol liegt etwa 200 Schienenkilometer vom Osloer Hauptbahnhof Oslo S entfernt. Der Bahnhof wurde 1907 eröffnet, als die Teilstrecke Bergen bis Gulsvik fertiggestellt wurde.

### Wirtschaft

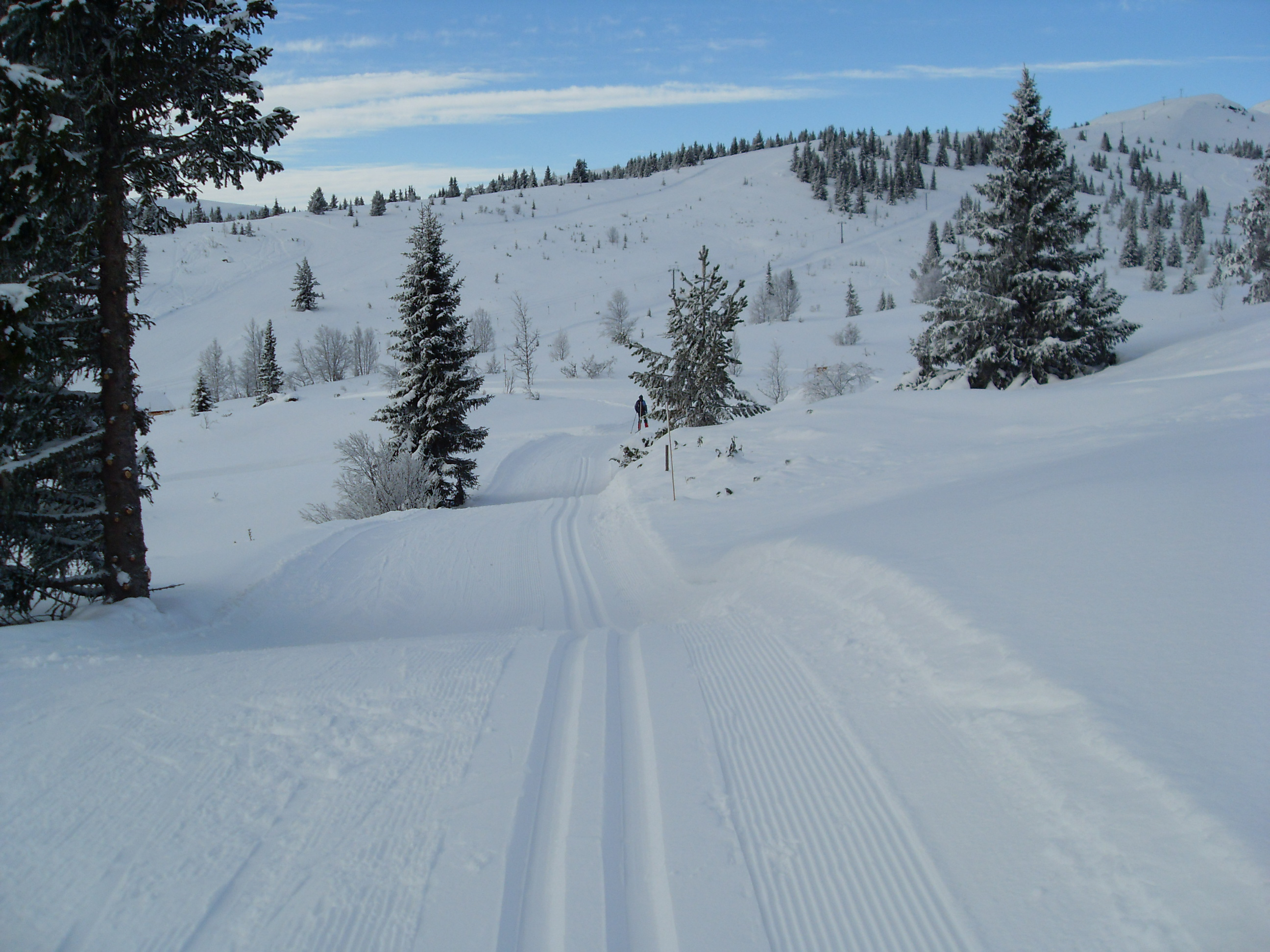
Loipe in Gol

In der Landwirtschaft ist in Gol die Rinderhaltung verbreitet, wobei die umliegenden Berge als Weidefläche genutzt werden. Des Weiteren werden auch Schafe gehalten. Ein hoher Anteil der landwirtschaftlich genutzten Fläche liegt in der Gebirgsebene Golsfjellet. Auch Forstwirtschaft wird in Gol betrieben. Der Wirtschaftssektor mit den meisten Arbeitsplätzen in der Kommune ist das Handels-, Übernachtungs- und Gaststättengewerbe. Es befinden sich viele Hotels und andere Übernachtungsstätten in der Gemeinde. In Gol liegen mehrere Alpinzentren, neben der Wintersaison wird aber auch auf den Sommertourismus gesetzt. In der industriellen Produktion ist die Lebensmittelindustrie am stärksten vertreten. Es folgte die Holzindustrie. In der Kommune liegt das Wasserkraftwerk Hemsil II, das 1960 in Betrieb genommen wurde. Es nutzt eine Fallhöhe von etwa 370 Metern aus und hatte zwischen 1981 und 2010 eine mittlere Jahresproduktion von 522,8 GWh. Im Jahr 2020 arbeiteten von etwa 2430 Arbeitstätigen rund 1820 in Gol selbst, etwa 220 waren in der Nachbarkommune Ål tätig. Es folgten die Gemeinden Nesbyen und Hemsedal.

## Name und Wappen
Das seit 1985 offizielle Wappen der Kommune zeigt in Gold drei schwarze pfahlgestellte Schlüssel, die Bärte nach unten links zeigend, mit einem Gemeinen Kreuz-Durchbruch. Die Reiten sind rund mit einfachem Kreuz. Das Wappen soll den alten Schlüssel zur Stabkirche von Gol darstellen. Der Gemeindename leitet sich vom altnordischen Namen Gǫrð ab. Dieser war ursprünglich ein Flussname, vermutlich für den Unterlauf des Flusses Hemsil.

## Persönlichkeiten
- Pål Golberg (* 1990), Skilangläufer